# Грёбминг

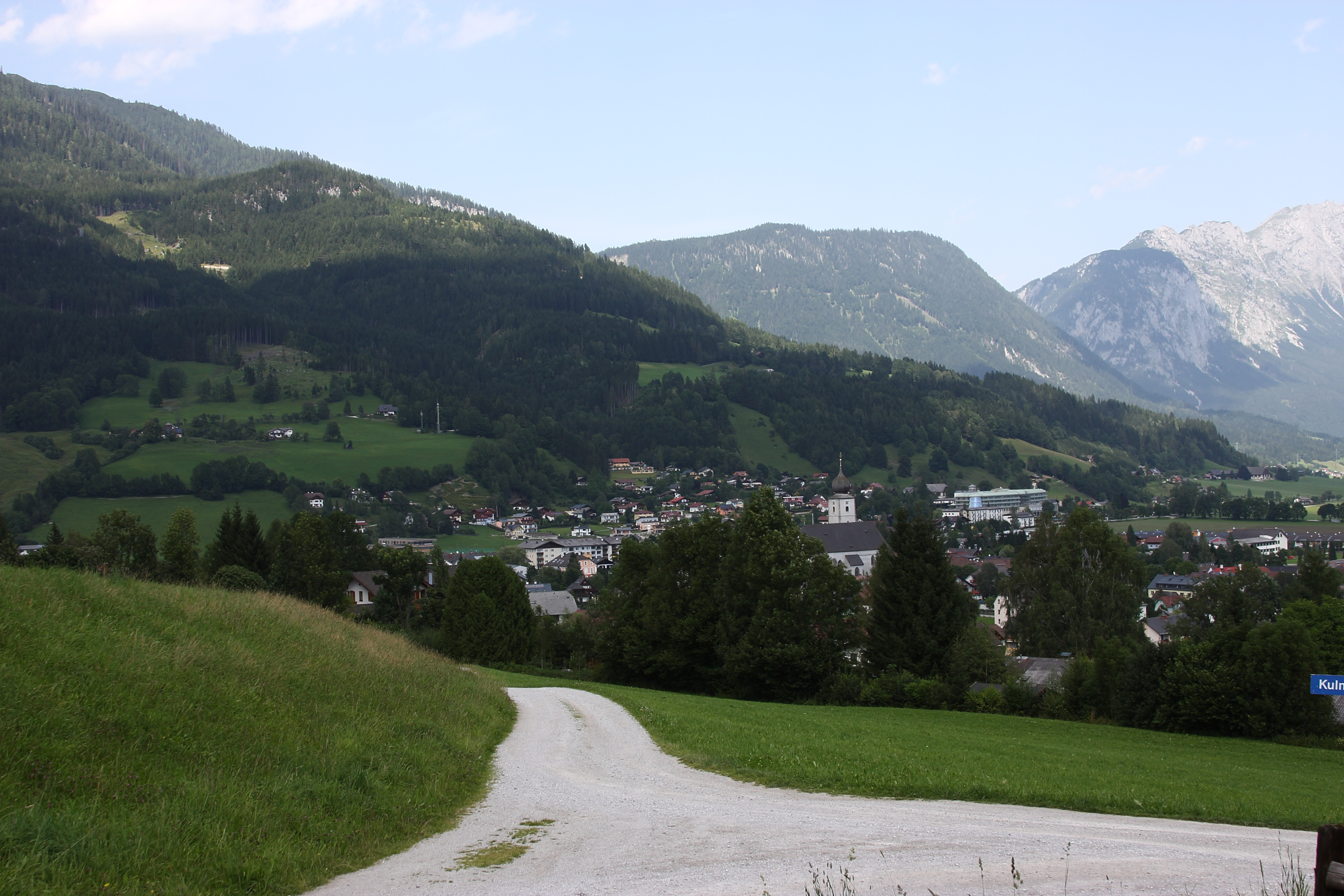
Село Грёбминг и окрестности

Грёбминг (нем. Gröbming) — торговая община (нем. Marktgemeinde) в Австрии, в федеральной земле Штирия.
Входит в состав округа Лицен. Село Грёбминг является центром одноимённой выделенной административной области (нем. Politische Expositur) округа.
Население составляет 2846 человек на 1 января 2016 года (2702 на 31 декабря 2005 года). Занимает площадь 66,94 км². Официальный код  —  61213.

## Население
| Год  | Численность |
| ---- | ----------- |
| 1869 | 932         |
| 1889 | 1081        |
| 1890 | 1097        |
| 1900 | 1112        |
| 1910 | 1114        |
| 1923 | 1174        |
| 1934 | 1104        |
| 1939 | 1134        |
| 1951 | 1732        |
| 1961 | 1759        |
| 1971 | 1911        |
| 1981 | 2061        |
| 1991 | 2167        |
| 2001 | 2499        |
| 2011 | 2828        |
| 2021 | 3117        |

## Политическая ситуация
Бургомистр коммуны — Алойс Гугги (СДПА) по результатам выборов 2015 года.
Совет представителей коммуны (нем. Gemeinderat) состоит из 15 мест.
- Народники (АНП) занимают 6 мест (7 в 2005 году)
- Социал-демократы (СДПА) занимают 8 мест (7 в 2005 году)
- Свобода (АПС) занимает 1 место (7 в 2005 году)

## Виды
|  |  |  |